# Scelolophia catagompha
Scelolophia catagompha là một loài bướm đêm trong họ Geometridae.